# Chrysolina terskeica
Chrysolina terskeica é uma espécie de artrópode pertencente à família Chrysomelidae.